# Olavi Allase
Olavi Allase (Türi, 28 maggio 1993) è un mezzofondista estone.

## Palmarès
| Anno | Manifestazione           | Sede    | Evento         | Risultato | Prestazione | Note             |
| ---- | ------------------------ | ------- | -------------- | --------- | ----------- | ---------------- |
| 2018 | Europei di cross         | Tilburg | Corsa seniores | 68º       | 31'14"      |                  |
| 2018 | Europei di cross         | Tilburg | A squadre      | 15º       |             |                  |
| 2019 | Europei di cross         | Lisbona | Corsa seniores | dnf       | dnf         |                  |
| 2023 | Mondiali corsa su strada | Riga    | Miglio         | 28º       | 4'14"18     | Record nazionale |
| 2024 | Europei                  | Roma    | Mezza maratona | 53º       | 1h07'48"    |                  |

## Campionati nazionali
2013
- 6º ai campionati estoni, 1500 m piani - 4'06"03
- 6º ai campionati estoni, 800 m piani - 1'57"66
- 7º ai campionati estoni indoor, 1500 m piani - 4'08"13
- Oro ai campionati estoni indoor, 800 m piani - 1'59"08
- Argento ai campionati estoni under-23, 3000 m siepi - 10'10"17
- 5º ai campionati estoni under-23, 800 m piani - 1'59"84

2014
- 4º ai campionati estoni, 1500 m piani - 4'03"82
- 7º ai campionati estoni, 800 m piani - 1'59"13
- 6º ai campionati estoni indoor, 1500 m piani - 4'05"01
- Oro ai campionati estoni indoor, 800 m piani - 1'58"24
- Bronzo ai campionati estoni under-23, 800 m piani - 1'56"35
- 5º ai campionati estoni under-23 indoor, 3000 m piani - 9'18"53
- Bronzo ai campionati estoni under-23 indoor, 800 m piani - 1'58"40

2015
- 5º ai campionati estoni, 1500 m piani - 4'02"15
- 4º ai campionati estoni, 800 m piani - 1'54"74
- 7º ai campionati estoni indoor, 3000 m piani - 8'52"82
- Bronzo ai campionati estoni indoor, 1500 m piani - 4'08"51
- Argento ai campionati estoni under-23, 5000 m piani - 15'37"37
- Oro ai campionati estoni under-23, 1500 m piani - 4'01"61
- Oro ai campionati estoni under-23, 800 m piani - 1'56"30
- Argento ai campionati estoni under-23 indoor, 3000 m piani - 8'51"15
- Bronzo ai campionati estoni under-23 indoor, 800 m piani - 1'58"16

2016
- Bronzo ai campionati estoni, 1500 m piani - 3'56"17
- 5º ai campionati estoni, 800 m piani - 1'52"77
- Argento ai campionati estoni, 1500 m piani - 4'04"06
- 4º ai campionati estoni indoor, 800 m piani - 1'57"79

2017
- Bronzo ai campionati estoni, 1500 m piani - 3'58"35
- 4º ai campionati estoni, 800 m piani - 1'54"34
- Argento ai campionati estoni indoor, 1500 m piani - 3'58"22
- 4º ai campionati estoni indoor, 800 m piani - 1'55"66

2018
- Argento ai campionati estoni, 1500 m piani - 3'55"65
- 6º ai campionati estoni, 800 m piani - 1'54"06
- Argento ai campionati estoni indoor, 3000 m piani - 8'27"85
- Bronzo ai campionati estoni indoor, 1500 m piani - 3'55"09

2019
- Argento ai campionati estoni, 5000 m piani - 14'59"39
- Argento ai campionati estoni, 1500 m piani - 4'01"53
- Oro ai campionati estoni indoor, 3000 m piani - 8'29"59
- Oro ai campionati estoni indoor, 1500 m piani - 4'00"44

2020
- Bronzo ai campionati estoni, 1500 m piani - 3'56"33
- Argento ai campionati estoni indoor, 3000 m piani - 8'33"05
- Argento ai campionati estoni indoor, 1500 m piani - 4'00"05

2021
- Oro ai campionati estoni, 1500 m piani - 3'54"44
- Oro ai campionati estoni indoor, 3000 m piani - 8'33"66
- Oro ai campionati estoni indoor, 1500 m piani - 3'57"05

2022
- Oro ai campionati estoni, 1500 m piani - 3'50"23
- 6º ai campionati estoni, 800 m piani - 1'54"92
- Argento ai campionati estoni indoor, 3000 m piani - 8'27"98
- Oro ai campionati estoni indoor, 1500 m piani - 3'55"57
- Oro ai campionati estoni di corsa campestre - 11'18"

2023
- Oro ai campionati estoni, 1500 m piani - 3'52"58
- Oro ai campionati estoni di corsa campestre - 12'00"
- 6º ai campionati estoni di 10 km su strada - 32'10"

2024
- Oro ai campionati estoni, 10000 m piani - 30'54"28
- Oro ai campionati estoni indoor, 1500 m piani - 3'55"04
- Oro ai campionati estoni di corsa campestre - 11'25"

2025
- Bronzo ai campionati estoni di mezza maratona - 1h07'57"
- Argento ai campionati estoni di corsa campestre - 11'19"

## Altre competizioni internazionali
2017
- 11º nella First League degli Europei a squadre ( Vaasa), 3000 m piani - 8'38"90

2019
- 7º nella Second League degli Europei a squadre ( Varaždin), 3000 m piani - 8'20"07

2021
- 12º nella Second League degli Europei a squadre ( Cluj-Napoca), 1500 m piani - 3'50"67

2024
- 33º alla Mezza maratona di Siviglia ( Siviglia) - 1h06'32"